# Cassazione (musica)
La cassazione è una composizione strumentale dei secoli XVII-XVIII, destinata all'esecuzione all'aria aperta e per questo affine alla serenata e al divertimento.
Ogni cassazione era generalmente composta da più parti (movimenti), anche fino a sei o sette ma tutte di breve durata. Agli albori predominavano le danze ma, col tempo, si è conservato solo il minuetto. Si trattava di un genere pensato per essere eseguito soprattutto da musicanti più o meno abili, che imperversano ovunque. In quel tempo era abituale che si svolgessero concerti di fronte ai palazzi imperiali, con la folla che circondava il gruppo degli strumentisti.
La musica colta storceva il naso di fronte a queste composizioni; la stessa tonalità di Do maggiore veniva a queste abbinata in modo dispregiativo.

## Compositori di cassazioni
Troviamo esempi cassazioni in numerosi compositori, tra cui:
- Heinrich Ignaz Franz von Biber
- Johann Joseph Fux
- Franz Joseph Haydn
- Johann Michael Haydn
- Leopold Mozart
- Wolfgang Amadeus Mozart
- Johann Heinrich Schmelzer

## Esempi di cassazione
- Cassazione in Do maggiore, Antonio Salieri
- Cassazioni in Re maggiore K 62, in Sol maggiore K 63 e in Si bemolle maggiore K 63a di Wolfgang Amadeus Mozart[1]
- Sinfonia dei giocattoli, autore sconosciuto.